# Liste des routes provinciales à Madagascar
Cet article liste les routes provinciales de Madagascar,.

## Classement
Les critères de classement d'une route dans le réseau des routes provinciales sont:
- les routes reliant un chef-lieu a des chefs-lieux des communes environnantes ;
- les pistes de désenclavement et de desserte rurale servant de support aux activités agricoles ;
- les pistes d'accès à des zones de développement rural.

L'aménagement et la réhabilitation des routes du réseau des routes provinciales sont a la charge des Provinces autonomes.
Des axes de routes ont été classés dans le réseau des routes provinciales en 1999 par le décret 99-7776 dont la longueur totale est résumée dans le tableau ci-dessous. 
La majorité de ces RP sont en mauvais état.
La répartition des Routes Provinciales:
| Province     | Bitumées (km) | En terre (km) |
| ------------ | ------------- | ------------- |
| Toliara      |               | 4 999         |
| Fianarantsoa | 99            | 3 387         |
| Antsiranana  | 103           | 1425          |
| Mahajanga    | 24            | 2 076         |
| Toamasina    | 107           | 1225          |
| Antananarivo | 54            | 3 853         |
| Total (Km)   | 387           | 16 965        |

## Routes provinciales
| N°      | Long. (km) | Lieux                                                           | Région            |
| ------- | ---------- | --------------------------------------------------------------- | ----------------- |
| RP 5    |            | Masindray                                                       | Analamanga        |
| RP 3F   | 60         | Ambositra                                                       | Amoron'i Mania    |
| RP 7    |            | Toamasina suburbaine                                            | Atsinanana        |
| RP 19   | 70         | Talata Volonondry - Ambatomanoina                               | Analamanga        |
| RP 20d  |            | Antsohimbondrona - Ambilobe                                     | Diana             |
| RP 26   |            | Ambohitseheno                                                   | Analamanga        |
| RP 29   |            | Antsahalava - Ampangabe                                         | Vakinankaratra    |
| RP 51   |            | Ambohimanga Rova                                                | Analamanga        |
| RP 71   | 24         | Imerintsiatosika - Miantsoarivo - Ambohimandry - Ambohipandrano | Itasy             |
| RP 73   | 12         | Ambatolampy - Tsiafajavona Ankaratra                            | Vakinankaratra    |
| RP 74   |            | Befotaka - Vangaindrano                                         | Atsimo-Atsinanana |
| RP 84   |            | Arivonimamo - Manalalondo                                       | Itasy             |
| RP 103  |            | Soavinandriana - Mananasy - Mahavelona                          | Itasy             |
| RP 107  |            | Tsivory - Ambatoriha                                            | Sofia             |
| RP 112  | 76         | Maintirano - Besalampy - Mahatsinjo                             | Betsiboka         |
| RP 112m | 34         | Maintirano - Antsalanjy                                         | Melaky            |
| RP 114  |            | Tambohorano                                                     | Melaky            |
| RP 116  |            | Maroala - Mandritsara                                           | Sofia             |
| RP 117m | 32         | Bealanana - Amboasary                                           | Sofia             |
| RP 117  |            | Tsivory - Marotsiraka                                           | Anôsy             |
| RP 118  |            | Takaova - Elohaloka                                             | Anôsy             |
| RP 122  |            | Antsirabe - Soanindrariny                                       | Vakinankaratra    |
| RP 202d | 31         | Nosiarina - Bemanevika - Tanambao Daoud                         | Sava              |